# Flughafen Melilla

i7
i11
i13
Der Flughafen Melilla (spanisch Aeropuerto de Melilla, IATA-Code: MLN, ICAO-Code: GEML) dient der Erschließung der spanischen Exklave Melilla für den Luftverkehr und befindet sich drei Kilometer vom Stadtzentrum entfernt. Neben der zivilen Nutzung dient die Einrichtung den Spanischen Luft- und Weltraumstreitkräfte auch als Militärflugplatz, seit 2025 unter der Bezeichnung Aeródromo Militar de Melilla.
Dies sind die folgenden Entfernungen, die für die Strecke von 1.428 m von den Köpfen 15 und 33 angegeben wurden:
| Bezeichnung | TORA (m) | ASDA (m) | TODA (m) | ALD (m) |
| ----------- | -------- | -------- | -------- | ------- |
| 15          | 1.433    | 1.433    | 1.433    | 1.198   |
| 33          | 1.371    | 1.371    | 1.371    | 1.371   |

TORA= Startlauf verfügbar
ASDA= verfügbarer Bremsbeschleunigungsabstand
TODA = Startstrecke verfügbar
LDA = verfügbare Landestrecke
Der Flughafen änderte seine Kategorie am 23. Februar 2019 in „3C“, nachdem Aena angekündigt hatte, dass sie den Betrieb von Strahlflugzeugen wie dem CRJ-200, Embraer 170 , Embraer 195-E2, Bae 146, Airbus A220, Airbus A318, Airbus A319, Airbus A320, Airbus A320neo und Boeing 737, die alle in der Nutzlast (Passagier und Gepäck) und der Entfernung, von der sie ankommen würden, bestraft würden. Es ist notwendig, die Landebahn um 270 m nach Süden und um weitere 350 m nach Norden zu verlängern, damit diese Flugzeuge ohne Strafe operieren können.

## Geschichte
Der Flughafen wurde ab 1967 errichtet und im Jahr 1969 eröffnet. Sein Bau war notwendig geworden, da sich der ehemals im Protektoratsgebiet gelegene Flughafen Tauima (heute: Flughafen Nador), der zur Verkehrsanbindung Melillas verwendet wurde, seit der Unabhängigkeitserklärung Marokkos im Jahre 1956 nicht mehr auf spanischem Territorium befand. Dies hatte erhebliche Konsequenzen für die Passagiere, die auf ihrer Reise von oder nach Melilla über Tauima fliegen mussten; unter anderem hatte jeder Transport zwischen dem Flughafen und der Exklave in versiegelten Bussen zu erfolgen, um eine offizielle Einreise nach Marokko zu verhindern.
Diese Situation endete erst, als Melilla seinen eigenen Flughafen für zivile innerspanische und internationale Flüge bekam. Als erstes bot die Fluggesellschaft Spantax dreimal täglich eine Verbindung nach Málaga an; ab 1974, nach Erweiterung der Start- und Landebahn, wurde der Flughafen auch für Charterflüge genutzt.
Über die Jahre schlossen sich zahlreiche Modernisierungen der technischen und logistischen Einrichtungen an, die nach wie vor nicht abgeschlossen sind. Unter anderem werden derzeit eine Erweiterung der Parkplatzkapazitäten sowie Renovierungen des Passagier- und Frachtterminals vorgenommen.

## Flughafenanlagen

### Passagierterminal
Das Passagierterminal des Flughafens hat eine Kapazität von 500.000 Passagieren pro Jahr. Es ist mit drei Flugsteigen ausgestattet und verfügt über insgesamt 6 Check-in-Schalter, 3 Flugsteige und 2 Gepäckbänder.

### Dienstleistungen
Sicherheitskräfte:
- Nationales Polizeikorps
- Zivilgarde

### Flugplatz
- Kontrollturm
- Start- und Landebahn 15/33: 1.433 Meter lang, 45 Meter breit und hat einen Belag aus Asphalt.[5]
- Helikopterplattform: 1 Parkplatz

## Fluggesellschaften und Ziele
Die Fluggesellschaft Iberia bedient mit ihrer Partnerin für Regionalflüge Air Nostrum den Flughafen Melilla. Es bestehen Verbindungen zu etlichen spanischen Zielen.

## Verkehrszahlen
| Jahr  | Fluggastaufkommen | Luftfracht (Tonnen) | Flugbewegungen |
| ----- | ----------------- | ------------------- | -------------- |
| 2024* | 507.957           | 32                  | 10.977         |
| 2023  | 501.069           | 25                  | 10.756         |
| 2022  | 447.450           | 22                  | 9.772          |
| 2021  | 332.446           | 10                  | 7.829          |
| 2020  | 195.636           | 32                  | 5.158          |
| 2019  | 434.656           | 135                 | 9.768          |
| 2018  | 348.123           | 128                 | 8.085          |
| 2017  | 324.366           | 135                 | 7.957          |
| 2016  | 330.116           | 141                 | 8.535          |
| 2015  | 317.806           | 136                 | 8.409          |
| 2014  | 319.529           | 136                 | 8.873          |
| 2013  | 289.551           | 164                 | 7.893          |
| 2012  | 315.850           | 236                 | 9.922          |
| 2011  | 286.701           | 266                 | 9.119          |
| 2010  | 292.608           | 341                 | 8.935          |
| 2009  | 293.695           | 351                 | 9.245          |
| 2008  | 314.643           | 386                 | 10.959         |
| 2007  | 339.244           | 434                 | 11.146         |
| 2006  | 313.543           | 431                 | 10.696         |
| 2005  | 271.589           | 323                 | 9.296          |
| 2004  | 245.102           | 387                 | 9.098          |
| 2003  | 223.437           | 479                 | 9.017          |
| 2002  | 211.966           | 546                 | 8.013          |
| 2001  | 229.806           | 587                 | 8.707          |
| 2000  | 263.751           | 650                 | 8.916          |

* 2024: Vorläufige Daten

## Zwischenfälle

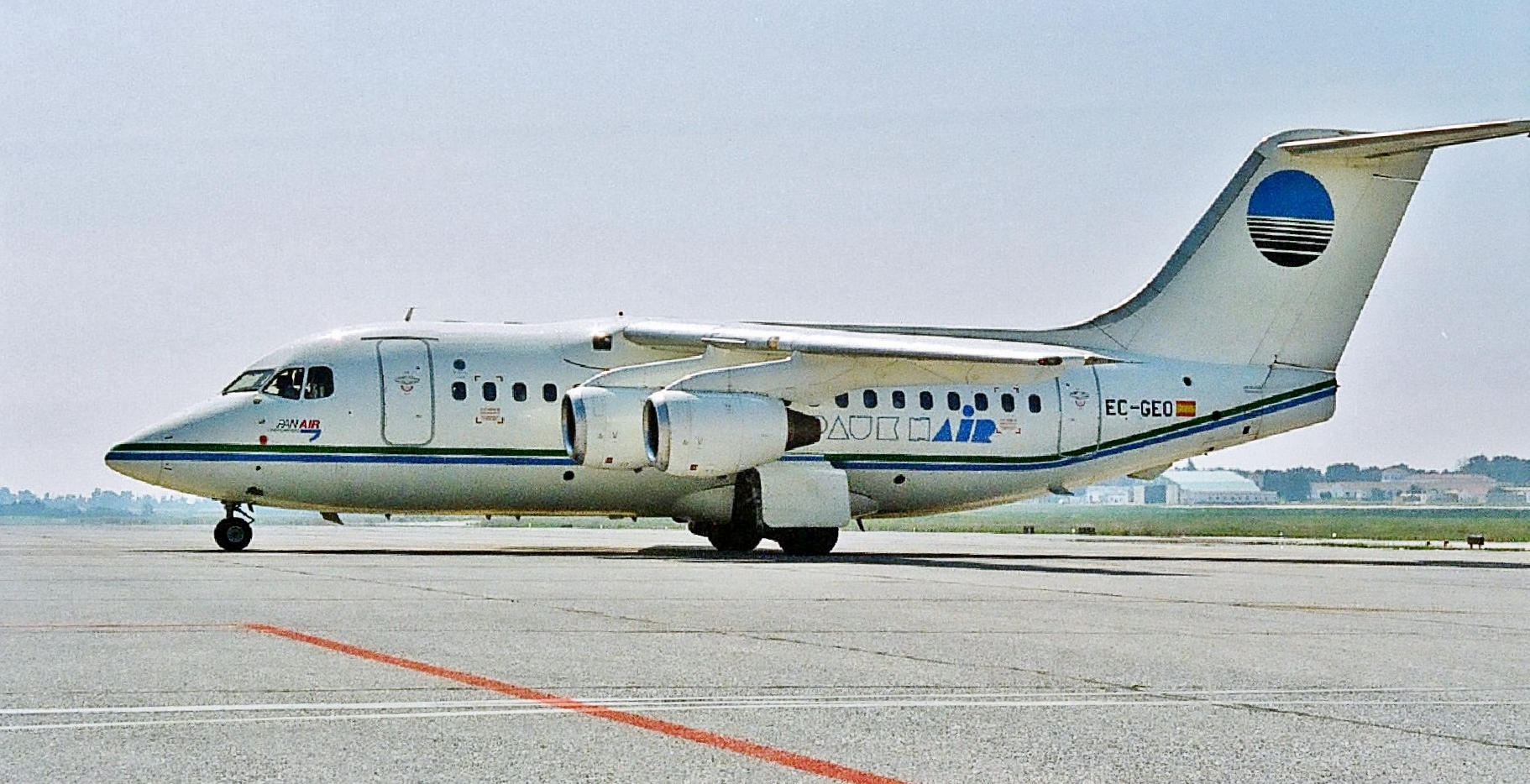
Die 1998 in Melilla verunglückte BAe 146-100 der Paukn Air

- Am 6. März 1980 verunglückte eine de Havilland Canada DHC-7 der Spantax beim Landeversuch. Es gab dabei keine Todesopfer.
- Am 20. November 1984 musste ein Flugzeug der Escuela Nacional de Aeronáutica nach dem Start in Melilla eine Notwasserung im Alborán-Meer vornehmen. Auch hier überlebten sämtliche Insassen.
- Am 25. September 1998 starben 38 Menschen an Bord einer BAe 146 der PauknAir, als diese beim Landeversuch in Melilla am Kap Tres Forcas in einen Hügel geflogen wurde (siehe auch PauknAir-Flug 4101).
- Am 17. Januar 2003 kam eine Fokker 50 der Air Nostrum bei der Landung von der Bahn ab. Niemand wurde verletzt.